# Смедеревска паланка
Смедеревска паланка (на сръбски: Смедеревска Паланка) е град в Централна Сърбия, Подунавски окръг.
Намира се в часова зона UTC+1 на 151 м н.в. Пощенските му кодове са 11420 и 11421, а телефонният код e 026.
Населението му е 23 601 жители (2011 г.). Етническият състав на населението през 2002 г. е: 95,11% сърби, 1,57% роми, 0,43% югославяни, 0,41% черногорци и други. 10 души са се самоопределили като българи, което представлява 0,03% от населението.